# Edgard De Caluwé
Edgard De Caluwé (Denderwindeke, Ninove, 1 de julio de 1913-Geraardsbergen, 16 de mayo de 1985) fue un ciclista belga que fue profesional entre 1933 y 1947.
Durante su carrera profesional consiguió 15 victorias, entre ellas un Tour de Flandes, una París-Bruselas y una Burdeos-París.

## Palmarés
- 1933
  - 1.º en la Bruselas-Lieja
  - 1.º en Erembodegem-Terjoden
  - 1.º en la Vuelta en Bélgica de los independientes
  - 1.º en el Tour de Flandes de los independientes
- 1934
  - 1.º en el Gran Premio de Hoboken
- 1935
  - 1.º en la París-Bruselas
  - 1.º en la Burdeos-París
- 1936
  - 1.º en Luyterhagen
  - Vencedor de una etapa del Tour norteño
- 1937
  - Vencedor de una etapa a la Vuelta en Alemania
  - Vencedor de dos etapas del Tour norteño
- 1938
  - 1.º en el Tour de Flandes
- 1945
  - 1.º en el Gran Premio Beeckman-de Caluwé a Ninove
  - 1.º en el Premio Victor Standaert a Ninove

### Resultados al Tour de Francia
- 1934. Abandona (18.º etapa)
- 1935. Abandona (9.º etapa)